# István Bartalus
István Bartalus, né le 23 novembre 1821 à Bálványos-Váralja en Hongrie et mort le 9 février 1899 à Budapest, est un musicologue hongrois.

## Biographie
Né le 23 novembre 1821 à Bálványos en Hongrie, il reçoit sa première formation musicale au Conservatoire de Kolozsvar. En 1851, il s'installe à Pest où il est professeur, pianiste, musicologue et journaliste. Il est l'un des fondateurs de la musicologie hongroise. Il a notamment écrit un Recueil universel de chants populaires hongrois (Magyar népdalok egyetemes guüjteménye) en sept volumes.

## Sources
- Nicolas Slonimsky, Alain Paris et Marie-Stella Paris, Dictionnaire biographique des musiciens, R. Laffont, 1995 (ISBN 2-221-06510-7, 978-2-221-06510-5 et 2-221-06787-8, OCLC 33096600, lire en ligne)